# Hydrocotyle petelotii
Hydrocotyle petelotii är en växtart i släktet Hydrocotyle och familjen araliaväxter.
Arten förekommer i Vietnam. Den beskrevs av Marie Laure Tardieu 1967.